# Сајмови у Србији
Сајмови у Србији представљају важне привредне, трговинске и промотивне манифестације које окупљају излагаче и посетиоце из земље и иностранства. Одржавају се у више градова, а најзначајнији сајамски центри су у Београду, Новом Саду и Крагујевцу. Ове манифестације покривају широк спектар индустрија и области, од пољопривреде и технике до туризма и културе, и имају значајну улогу у повезивању пословних субјеката, представљању нових производа и технологија, као и у унапређењу привредне сарадње.

## Дефиниција и карактеристике
Сајам (од мађарске речи vásár што значи тржиште, пијаца) је организовани догађај на којем предузећа, организације и појединци из одређене индустрије или сектора излажу и представљају своје производе и услуге. Основни циљеви сајмова су промоција, продаја, успостављање пословних контаката, размена знања и искустава, као и праћење трендова у одређеној области.
Карактеристике сајмова укључују:
- Изложбени простор: Посебно уређен простор где излагачи имају своје штандове.
- Тематска специјализација: Већина сајмова је посвећена одређеној индустрији или области (нпр. пољопривреда, аутомобилизам, туризам, грађевинарство, књижевност).
- Пословни сусрети (B2B): Пружају платформу за сусрете произвођача, добављача, дистрибутера и купаца.
- Контакт са јавношћу (B2C): Омогућавају директну комуникацију са крајњим корисницима и промоцију производа широј публици.
- Пратећи програми: Често укључују стручна предавања, конференције, презентације, радионице и културно-забавне садржаје.

За разлику од фестивала, који су примарно усмерени на уметничко стваралаштво, забаву и културну размену, сајмови имају израженији комерцијални и привредни карактер, иако неки догађаји, попут Београдског сајма књига, успешно комбинују оба аспекта.

## Најзначајнији сајамски центри у Србији
Три највећа и најактивнија сајамска центра у Србији су:

### Београдски сајам
Београдски сајам је највећи сајамски комплекс у Србији, основан 1937. године. Прва манифестација, Јесењи сајам, одржана је исте године, а 1938. организован је и први Београдски сајам аутомобила. Након Другог светског рата, сајам је премештен на нову локацију на десној обали Саве, где је нови комплекс изграђен између 1954. и 1957. године. Домаћин је бројних међународних и домаћих сајамских манифестација.

### Новосадски сајам
Новосадски сајам има традицију дугу преко 90 година и представља један од водећих сајамских центара у региону југоисточне Европе, посебно познат по Међународном пољопривредном сајму. Поред пољопривреде, организује и сајмове из других области попут лова, риболова, туризма, енергетике и инвестиција.

### Шумадија сајам(Крагујевац)
Шумадија сајам у Крагујевцу основан је 2005. године и представља значајан регионални сајамски центар. Организује сајмове из различитих области, укључујући пољопривреду, туризам, грађевинарство и друге.

## Врсте сајмова и примери
У Србији се одржава велики број специјализованих сајмова, међу којима се истичу:
- Београдски сајам књига: Највећа и најпосећенија културна манифестација у Србији, са дугом традицијом, посвећена промоцији књиге и издаваштва.
- Међународни пољопривредни сајам у Новом Саду: Водећи сајам агробизниса у југоисточној Европи, представља најновија достигнућа у пољопривреди, прехрамбеној индустрији и пољопривредној механизацији.[7]
- Међународни сајам туризма у Београду: Највећа туристичка сајамска манифестација у региону, окупља излагаче из целог света.[8] Упоредо са њим одржава се и Међународни сајам хотелско-угоститељске опреме ХОРЕКА-ОПРЕМА и Сајам вина (BeoWine).
- Међународни салон аутомобила у Београду: Најстарија и најрепрезентативнија смотра аутомобилске индустрије у региону, први пут одржан 1938. године.[9]
- Међународни сајам технике и техничких достигнућа (Београд): Најстарија техничко-технолошка изложбена манифестација у овом делу Европе, први пут организован 1937. године.[10]
- Међународни сајам грађевинарства SEEBBE (Београд).[11]
- Међународни сајам намештаја, опреме и унутрашње декорације (Београд).
- ЛОРИСТ (Нови Сад): Обухвата сајмове лова, риболова, спорта, туризма и екологије.
- Други значајни сајмови укључују: Сајам енергетике, Сајам заштите животне средине (EcoFair), Сајам етно хране и пића, Сајам хортикултуре (BeoPlantFair) и многи други.[12]

## Значај сајмова за привреду Србије
Сајамске манифестације имају вишеструк значај за привреду Србије:
- Подстицање привредне активности: Омогућавају директне пословне контакте, уговарање послова и пласман робе и услуга.
- Промоција домаће привреде: Пружају прилику домаћим компанијама да представе своје производе и потенцијале како домаћем тако и иностраном тржишту.
- Привлачење инвестиција: Могу бити место сусрета са потенцијалним инвеститорима.
- Међународна трговинска размена: Доприносе унапређењу извоза и увоза.
- Развој туризма: Пословни туризам везан за сајмове представља значајан извор прихода.
- Праћење иновација: Омогућавају увид у најновија технолошка достигнућа и трендове у различитим индустријама.
- Јачање конкурентности: Подстичу компаније на унапређење квалитета производа и услуга.

Привредна комора Србије активно учествује у промоцији и организацији наступа српских компанија на сајмовима у земљи и иностранству.